# Kiaeria riparia
Kiaeria riparia là một loài Rêu trong họ Dicranaceae. Loài này được (H. Lindb.) M.F.V. Corley mô tả khoa học đầu tiên năm 1979.